# العلاقات الغانية النيوزيلندية
العلاقات الغانية النيوزيلندية هي العلاقات الثنائية التي تجمع بين غانا ونيوزيلندا.

## مقارنة بين البلدين
هذه مقارنة عامة ومرجعية للدولتين:
| وجه المقارنة                                              | غانا         | نيوزيلندا                                              |
| --------------------------------------------------------- | ------------ | ------------------------------------------------------ |
| المساحة (كم2)                                             | 238.53 ألف   | 268.02 ألف                                             |
| عدد السكان (نسمة)                                         | 26.91 مليون  | 4.24 مليون                                             |
| الكثافة السكانية (ن./كم²)                                 | 112.82       | 15.82                                                  |
| العاصمة                                                   | أكرا         | ويلينغتون، أوكلاند                                     |
| اللغة الرسمية                                             | لغة إنجليزية | لغة إنجليزية، اللغة الماورية، لغة الإشارة النيوزيلندية |
| العملة                                                    | سيدي غاني    | دولار نيوزيلندي، الجنيه النيوزيلندي                    |
| الناتج المحلي الإجمالي (بليون دولار)                      | 47.33 مليار  | 205.85 مليار                                           |
| الناتج المحلي الإجمالي (تعادل القوة الشرائية) بليون دولار | 115.41 مليار |                                                        |
| الناتج المحلي الإجمالي الاسمي للفرد دولار أمريكي          | 1.37 ألف     |                                                        |
| الناتج المحلي الإجمالي للفرد دولار أمريكي                 | 4.08 ألف     |                                                        |
| مؤشر التنمية البشرية                                      | 0.579        | 0.914                                                  |
| رمز المكالمات الدولي                                      | +233         | +64                                                    |
| رمز الإنترنت                                              | .gh          | .nz                                                    |
| المنطقة الزمنية                                           | 00           | ت ع م+13:00، ت ع م+12:00                               |

## منظمات دولية مشتركة
يشترك البلدان في عضوية مجموعة من المنظمات الدولية، منها:
| علم المنظمة | اسم المنظمة                               | تاريخ انضمام غانا | تاريخ انضمام نيوزيلندا |
| ----------- | ----------------------------------------- | ----------------- | ---------------------- |
|             | مؤسسة التنمية الدولية                     | 29 ديسمبر 1960    | 1 أكتوبر 1974          |
|             | يونسكو                                    | 11 أبريل 1958     | 4 نوفمبر 1946          |
|             | وكالة ضمان الاستثمار متعدد الأطراف        | 29 أبريل 1988     | 22 أبريل 2008          |
|             | الأمم المتحدة                             | 8 مارس 1957       | 24 أكتوبر 1945         |
|             | دول الكومنولث                             | ?                 | ?                      |
|             | الفريق المعني برصد الأرض                  | ?                 | ?                      |
|             | الاتحاد البريدي العالمي                   | ?                 | ?                      |
|             | البنك الدولي للإنشاء والتعمير             | 20 سبتمبر 1957    | 31 أغسطس 1961          |
|             | الاتحاد الدولي للاتصالات                  | 17 مايو 1957      | 3 يونيو 1878           |
|             | منظمة حظر الأسلحة الكيميائية              | ?                 | ?                      |
|             | مؤسسة التمويل الدولية                     | 3 أبريل 1958      | 31 أغسطس 1961          |
|             | المركز الدولي لتسوية المنازعات الاستشارية | 14 أكتوبر 1966    | 2 مايو 1980            |
|             | منظمة التجارة العالمية                    | ?                 | ?                      |
|             | منظمة الشرطة الجنائية الدولية             | ?                 | ?                      |

## وصلات خارجية
- موقع وزارة الخارجية الغانية
- موقع وزارة الخارجية النيوزيلندية